# レーティッシュ鉄道ABe4/4 487-488形電車

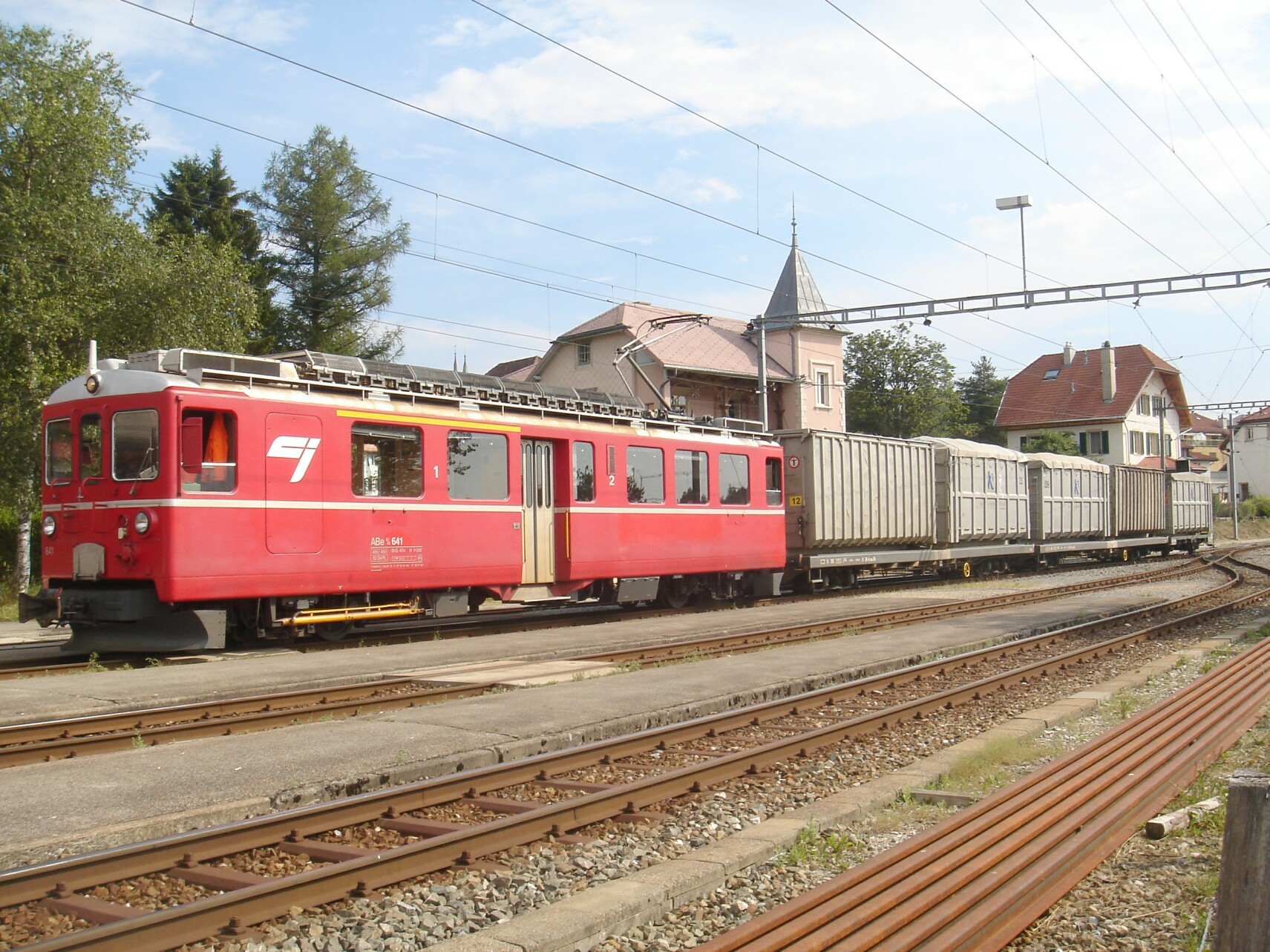
ジュラ鉄道へ譲渡後のABe4/4 641号機

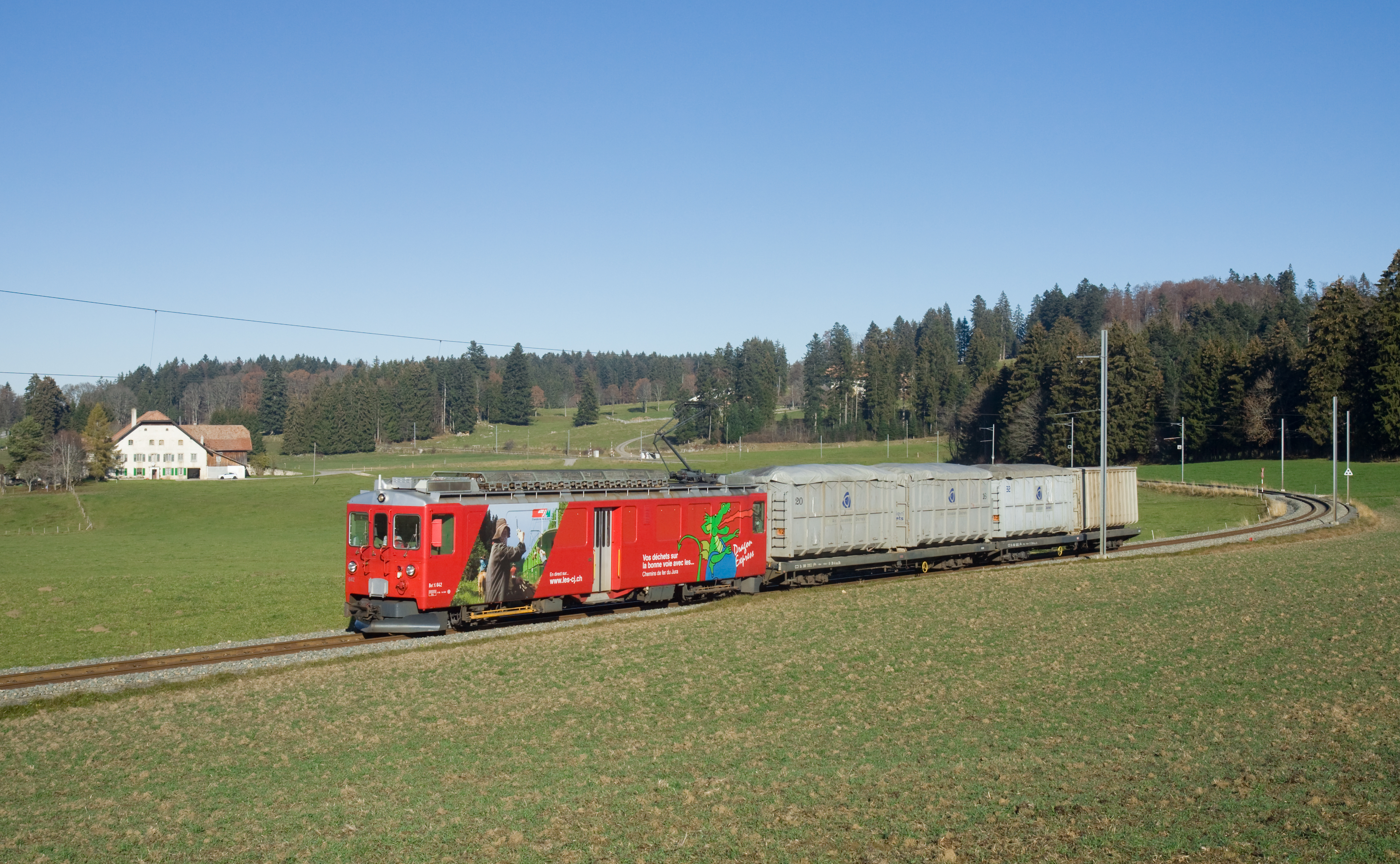
ジュラ鉄道へ譲渡後のABe4/4 642号機、ジュラ鉄道では貨物列車牽引専用機として運行されているため、広告で窓が埋められている

レーティッシュ鉄道ABe4/4 487II-488形電車（レーティッシュてつどうABe4/4 487II-488がたでんしゃ）は、スイス最大の私鉄であるレーティッシュ鉄道（Rhätischen Bahn (RhB)）の路線であるクール・アローザ線（Chur-Aroza）で使用されていた山岳鉄道用電車である。

## 概要
クール・アローザ線では近代化を図るため、1957、1958年にABDe4/4 481II-486II形が製造され使用されていたが、本機はこの増備として2機が製造された電車であり、車体、機械部分、台車の製造をSWS、主電動機の製造をBBC、電機部分の製造をSAASが担当しており、価格は1両1,578,500スイス・フランである。抵抗制御により1時間定格出力480kW、牽引力59kNを発揮する汎用機であり、電気機器はABDe4/4 481II-486II形と同等、車体は同時に製作されたベルニナ線用のABe4/4 41-49形の47-49号機と同一である。さらに、ABDe4/4 481II-486II形の483II、484II号機と同じく電圧直流2400V/1500V両用として製造され、春及び秋のクール・アローザ線のシーズンオフ時には本線系統の区間列車用として、専用の制御客車で本線系統の架線の交流11kV 16.7Hzを直流1500Vに変換して本機に電力を供給して運転する計画もあったが実現はしていない。なお、機番と製造年は以下の通りであるが、487II号機は2代目であるため"II"として区分している。
- 487II - 1973年
- 488 - 1973年

## 仕様

### 車体
- 車体は両運転台式の鋼製で正面は貫通扉付の3面折妻、側面は運転室の最前部の窓部分からわずかに絞られた形状となっている。客室は車体中央の4枚折戸で幅700mmの客扉のあるデッキ部分をはさんで後位側（クール側）が座席定員6名の1等室が2室、前位側（アローザ側）が座席定員16名と8名の2等室となっており、後位側の運転室内後部に電気機器室とその扉が、デッキには大型トイレが設置されている。なお、車体は同時に製造されたベルニナ線用のABe4/4 41-49形47-49号機と同一であるが、本機用の電気機器が大形であるため、41-46号機よりも車体長が350mm延長されている。なお、ABDe4/4 481II-486II形にあった荷物室は廃止されている。
- デッキ部の床面はレール面上1000mmで、ホームからはステップ2段を経由して乗車するほか、客室の床面がレール面上1120mmとなっており、デッキからはスロープを経由して入室する。
- 1等室は2+1列の3人掛が禁煙室と喫煙室にシートピッチ1895mmで1ボックスずつ、2等室は2+2列の4人掛がシートピッチ1570mmで喫煙室に2ボックス、禁煙室に1ボックスのいずれも固定式クロスシートで、1等室のものは大型ヘッドレスト付、2等室のものは簡単なヘッドレスト付きであるほか、客室窓は1等室が幅1400mm、2等室が幅1200mmで高さはいずれも950mmの大型の下降窓となっている。なお、デッキにも4名分の補助席が設けられている。
- 運転室はスイスやドイツで一般的な円形のハンドル式のマスターコントローラーが設置されているほか、運転室横の窓は下降式で、反運転台側にはバックミラーが設置されている。
- 正面は貫通扉付の3枚窓のスタイルで、下部左右の2箇所に大形の丸型前照灯、貫通扉上部に小形の丸形前照灯、下部右側の前照灯脇に標識灯が設置されている。また、正面には電気連結線・栓類が設置されているほか先頭部屋根上に暖房用の直流2400Vの車間引通し用の電気連結器が設置されている。連結器は台車取付のねじ式連結器で緩衝器が中央、フック・リングがその左右にあるタイプで、先頭部に大型のスノープラウが設置されている。
- 車体塗装
  - 製造時は、車体は赤をベースに窓下に金色の細帯が入り、側面中央には"RhB"のレタリングが、正面貫通扉には機番が入るものである。また、屋根および屋根上機器が銀色、床下機器と台車はダークグレーであった。
  - その後窓下の帯が白となり、側面中央にはRhBのロゴが入るようになった。

### 走行機器
- 制御方式は電磁接触器を使用した抵抗制御で、直流2400V/1500V両用となっており、ABDe 4/4 481II-486II形やBDe4/4 491形と同一の回路構成となっている。また、ブレーキ時には回生ブレーキもしくは発電ブレーキを使用する方式を採用しており、いずれも制御段数は14段であり、発電ブレーキは屋根上に搭載したブレーキ抵抗器でブレーキ力を発生させる。
- ブレーキ装置は主制御器による回生・発電ブレーキのほか空気ブレーキ、真空ブレーキ、台車中央下部の電磁吸着ブレーキ、手ブレーキを装備する。
- 主電動機は1時間定格出力125kW（2400Vモード時）もしくは150kW（1500Vモード時）のBBC製Typ GDTM 182a4直流直巻整流子電動機 を4台搭載し、最大牽引力135kN、1時間定格牽引力64kNの性能を発揮する。冷却は自己通風式であるが、冷却風は屋根肩部の吸気口から吸入する。なお、2400Vモードでは1台車の2台の主電動機を直列に接続して4Sの直列16段、2S2Pの直並列12段、弱界磁2段の制御を行うが、1500Vモードでは1台車の2台の主電動機を並列に接続して2S2Pの直並列16段、4Pの並列12段、弱界磁2段の制御を行う。
- 台車は軸距2380mm、車輪径920mmの鋼板溶接組立式台車で、軸箱支持方式は円筒案内式、枕ばねと軸ばねはコイルばねとしている。主電動機はノーズサスペションの吊掛式に装荷されて動輪に伝達される方式となっており、大歯車の内輪と外輪の間にゴムブロックを入れて緩衝機構としている。なお、減速比は1:4.83で、台車には砂箱が設置されている。
- そのほか、パンタグラフはシングルアーム式のものであるが、車端部の暖房用電気連結器を避けるため、ABe4/4 41-49形とはパンタグラフの向きが異なるほか台数も1台のみとなっている。また、補助電源装置は三相300V出力の電動発電機、ロータリー式電動空気圧縮機などを装備する。

### 主要諸元
- 軌間：1000mm
- 電気方式：DC2400V架空線式（DC1500Vでも走行可）
- 最大寸法：全長16970mm、全幅2650mm、屋根高3377mm
- 軸距：2380mm
- 台車中心間距離：11350mm
- 動輪径：920mm
- 自重：44.0t
- 座席定員
  - 1等室：12名
  - 2等室：24名
- 走行装置
  - 主制御装置：電磁接触器式抵抗制御
  - 主電動機：Type GDTM 182a4直流直巻整流子電動機×4台（8極、連続定格[6]出力：90kW、1時間定格[7]出力：120kW、最大電流220A）
  - 減速比：4.83
- 牽引力（2400Vモード）：39kN（連続定格、32km/h）、59kN（1時間定格、28km/h）、113kN（最大）
- 最大ブレーキ力
  - 回生ブレーキ：87kN（25-30km/h）
  - 発電ブレーキ：167kN（4-40km/h）
- 牽引トン数：60t（60パーミル、25km/h）
- 最高速度：65km/h
- ブレーキ装置：回生ブレーキ、発電ブレーキ、空気ブレーキ、真空ブレーキ、手ブレーキ

## 運行
- レーティッシュ鉄道のDC2400V区間であるクール・アローザ線のスイス最古の都市クールから著名な避暑地でありスキーリゾートであるアローザ間で使用されていたが、この線は全長25.7km、最急勾配60パーミル、最急曲線半径60m、最高高度1739m、高度差1155mの山岳路線である。
- クール・アローザ線では客車列車の牽引やBDt 1701-03形制御客車とのプッシュプルトレインとしても使用されていたほか、混合列車、貨物列車などの牽引や、除雪列車の推進にも使用されていた。

## 廃車・譲渡
- 1997年11月29日にクール・アローザ線の電気方式がDC2400VからAC11kV 16.7Hzに変更となり、Ge4/4II形電気機関車が列車を牽引するようになると2機とも廃車となり、1998年にジュラ鉄道[8]に譲渡されてABe4/4 641,642として使用されている。
- ジュラ鉄道では1500Vモードに変更されたほか、車体ロゴをジュラ鉄道のものに変更、連結器を+GF+式[9]自動連結器に交換、正面の電気連結器の撤去などの改造を受け、主にコンテナ車などの貨物列車の牽引に使用されている。

## 参考資料
- C. Florin and K. Vollenwyder 『D.C. Traction on the Rhaetian Railway』 「Brown Boveri Review （12-74)」
- Patrick Belloncle, Gian Brünger, Rolf Grossenbacher, Christian Müller 「Das grosse Buch der Rhätischen Bahn 1889 - 2001」 ISBN 3-9522494-0-8
- Woifgang Finke, Hans Schweers 「Die Fahrzeuge der Rhätischen Bahn 1889-1998 band 3: Triebfahrzeuge」 （SCHWEERS + WALL） ISBN 3-89494-105-7
- Claude Jeanmaire 「 Die elektrischen und Dieseltriebfahrzeuge Schweizerischer Eisenbahn Die Gleichstromlinen der Rhätischen Bahn」 （Verlag Eisenbahn） ISBN 3 85649 020 5